# Lissosculpta tangana
Lissosculpta tangana là một loài tò vò trong họ Ichneumonidae.